# Kim Appleby
Kim Lorraine Appleby, ismertebb nevén Kim Appleby (Stoke Newington, London, 1961. augusztus 28. –) angol énekesnő, dalszerző, és színésznő. A Mel & Kim duó tagja.

## Életrajza
Kim Appleby Stoke Newingtonban (London) született jamaikai apa és brit anya gyermekeként. Kelet-Londonban, Hackney-ben nőtt fel. Kim 24 éves korában hugával Mellel közösen megalapították a Mel & Kim duót, mely világszerte sikeres volt. A dalokat a Stock Aitken Waterman trió írta, és egy interjúban Pete Waterman azt nyilatkozta, hogy a duó sikereinek köszönhető volt produceri karrierje. A Mel & Kim duó 1986 és 1988 között több Top 10-es dalt is produkált, melyből a Respectable lett az 1. helyezett a brit kislemezlistán. Melnél 1987-ben rákot diagnosztizáltak, és a lemezfelvételeket, és a fellépéseket félbehagyták. Kim a végsőkig kitartott testvére mellett, ápolta, mígnem Mel 1990 januárjában meghalt.

## Szólókarrier
1990 novemberében megjelent Appleby első szólóalbuma a Kim Appleby, mely olyan zeneszámokat tartalmazott, melyeket a következő Mel & Kim albumra szántak, valamint olyan dalok is, melyeket Kim testvére halála után írt. Az első kislemez a Don't Worry volt, mely 1990 novemberében a 2. helyezést érte el a brit kislemezlistán, és óriási sláger volt Európában. A dalt Ivor Novello díjra jelölték, valamint 1991 legjobb kortárs dalának is választották.
Következő kislemeze a G.L.A.D. a 10. helyezett volt, majd a következő kislemezek "Mama" (19. helyezett), és az "If You Cared" (44. helyezett) voltak a slágerlistán.
Kim második stúdióalbuma, a Breakaway csupán limitáltan került kiadásra, és három kislemezt másoltak ki az albumról. A "Light Of The World" (41.helyezett volt 1993-ban), "Breakaway" [56. helyezett volt 1993-ban.] és a "Free Spirit" (51.helyezett volt 1994-ben.) A dalokat ismét a Stock Aitken Waterman írta számára.

## A brit Dalszerzők Akadémiája
1994-ben Kim szünetet tartott, és csupán más művészeknek írt dalokat. Ennek eredményeképpen kis időt Svédországban töltött, hogy a Murlyn Music Group társalapítójával, Anders Baggeval együttműködjön, valamint közösen dolgozott Michael Garvinnal is ("Never Give Up on A Good Thing") és Sheppard Solomonnal is, aki szintén dolgozott már együtt Britney Spearsszel, Kelly Clarksonnal, Natalie Imbrugliaval.
Kim szorosan együttműködött a Brit Dalszerzők, és Zeneszerzők Szövetségével (BASCA), akik 10 évvel ezelőtt Ivor Novello díjra jelölték a legjobb kortárs dal kategóriában. Két évvel azelőtt pedig a legjobb zene, és a legjobb dalszöveg kategóriában jelölték.
Kim közreműködött az Ivor Novello Díjkiosztó bizottságában, valamint a BASCA bizottságában is, és továbbra is a dalszerzők jogaiért harcol.
Kim jelenleg a PRS bizottságában dolgozik, és továbbra is támogatja a dalszerzőket.

## Vissza a zenéhez
Hosszú idő után 2007-ben jelent meg a "High" című kislemez, melyet letölteni lehetett. 2010 decemberében Európában megjelent a "Took a Minute" című dal, melyet Appleby közösen Levthand-dal készített el. 2016 szeptemberében egy promóciós CD jelent meg, egy új dallal, melyet "What's Not to Love" -nak hívtak. A dalt Dominic King és Appleby közösen írtak. 2018 januárjában a Dancing Nation Records kiadta a korábban nem megjelent "Where Is Love" című dalt, melyet az eredeti demószalagról vettek fel, és a duó következő albumán szerepelt volna.
2018-ban Kim 20 év után visszatért a színpadra, és a Let's Rock and Rewind fesztiválon lép fel saját dalaival, valamint a Mel & Kim dalokkal, úgy mint az FLM, "Free Spirit", "That's the Way It Is", Respectable. A Rewind fesztiválon elhangzott a Showing Out (Get Fresh at the Weekend), a "Don't Worry", és a "Respectable" című dalok is.
2018-ban Kim Midge Ure közreműködésével egy három részes sorozatot mutatott be a BBC Four csatornán. A "Smashing Hits!" című sorozat Nagy-Britannia és Írország zenei éveit öleli át.
2019-ben tovább folytatódott a Let's Rock and Rewind fesztivál, ahol Kim ismét fellépett a duó dalaival, és saját dalaival is.
2019 októberében a Cherry Red Records megjelentette a Mel & Kim kislemezeiből álló box-szettet.

## Diszkográfia

### Stúdióalbumok
| Kim Appleby                                                           | - Megjelent: 1990. november 29. - Label: Parlophone - Formátum: CD · LP · MC | 23 | 159 | 30 | 45 | 65 | 24 | 36 |  | * UK: Arany |
| Breakaway                                                             | - Megjelent: 1993 - Label: Parlophone - Formátum: CD · LP · MC               | —  | —   | —  | —  | —  | —  | —  |  |             |
| "—" nem volt slágerlistás helyezés, vagy nem jelent meg az országban. |                                                                              |    |     |    |    |    |    |    |  |             |

### Kislemezek
| Év                                                                    | Dal                  | Slágerlistás helyezés | Slágerlistás helyezés | Slágerlistás helyezés | Slágerlistás helyezés | Slágerlistás helyezés | Slágerlistás helyezés | Slágerlistás helyezés | Slágerlistás helyezés | Slágerlistás helyezés | Slágerlistás helyezés | Album       |
| Év                                                                    | Dal                  | UK                    | AUS                   | AUT                   | BEL (FLA)             | FRA                   | GER                   | IRE                   | NED                   | SWE                   | SWI                   | Album       |
| --------------------------------------------------------------------- | -------------------- | --------------------- | --------------------- | --------------------- | --------------------- | --------------------- | --------------------- | --------------------- | --------------------- | --------------------- | --------------------- | ----------- |
| 1990                                                                  | "Don't Worry"        | 2                     | 119                   | 9                     | 2                     | 35                    | 8                     | 5                     | 3                     | 12                    | 6                     | Kim Appleby |
| 1991                                                                  | "G.L.A.D"            | 10                    | 158                   | 22                    | 6                     | —                     | 19                    | 7                     | 16                    | —                     | 14                    | Kim Appleby |
| 1991                                                                  | "Mama"               | 19                    | —                     | —                     | 25                    | —                     | 41                    | —                     | —                     | —                     | —                     | Kim Appleby |
| 1991                                                                  | "If You Cared"       | 44                    | —                     | —                     | —                     | —                     | —                     | —                     | —                     | —                     | —                     | Kim Appleby |
| 1993                                                                  | "Light of the World" | 41                    | 137                   | —                     | —                     | —                     | 58                    | —                     | —                     | —                     | —                     | Breakaway   |
| 1993                                                                  | "Breakaway"          | 56                    | —                     | —                     | —                     | —                     | —                     | —                     | —                     | —                     | —                     | Breakaway   |
| 1994                                                                  | "Free Spirit"        | 51                    | —                     | —                     | —                     | —                     | —                     | —                     | —                     | —                     | —                     | single only |
| 2007                                                                  | "High"               | —                     | —                     | —                     | —                     | —                     | —                     | —                     | —                     | —                     | —                     | single only |
| 2016                                                                  | "What's Not to Love" | —                     | —                     | —                     | —                     | —                     | —                     | —                     | —                     | —                     | —                     | single only |
| "—" nem volt slágerlistás helyezés, vagy nem jelent meg az országban. |                      |                       |                       |                       |                       |                       |                       |                       |                       |                       |                       |             |

- 2004 "Believe" (Whiteman feat. Kim Appleby) [Német Promo CD]
- 2010 "Took a Minute" (Levthand feat. Kim Appleby)
- 2011 "The World Today is a Mess" (Levthand feat. Kim Appleby)
- 2017 "Whatever Makes You Happy" (Vicarious Bliss feat. Kim Appleby)